# C/1980 E1
C/1980 E1 var en icke-periodisk komet som upptäcktes av den amerikanske astronomen Edward L.G. Bowell den 11 februari 1980. Den är på väg att lämna solsystemet i en hyperbolisk bana som i hastighet endast överträffas av det interstellära objektet 1I/ʻOumuamua. Det är tillika det mest excentriska objektet som astronomerna känner till i solsystemet.
Vid inträdet i solsystemets inre delar inför periheliepassagen 1982 hade kometen en period på ungefär 7,1 miljoner år och ett aphelieavstånd på 74 300 AU (1,17 ljusår). Den passerade den 9 december 1980 på endast 0,228 AU från Jupiter, vilket accelererade kometen och för en kortare tid gav den excentriciteten 1,066.  Kometen nådde perihelium den 12 mars 1982 och hade då hastigheten 23,3 km/s i förhållande till solen. Kometen har även efter sin periheliepassage en excentricitet som är större än 1 (nästan 1,058) vilket gör att den är på väg att lämna solsystemet för gott.

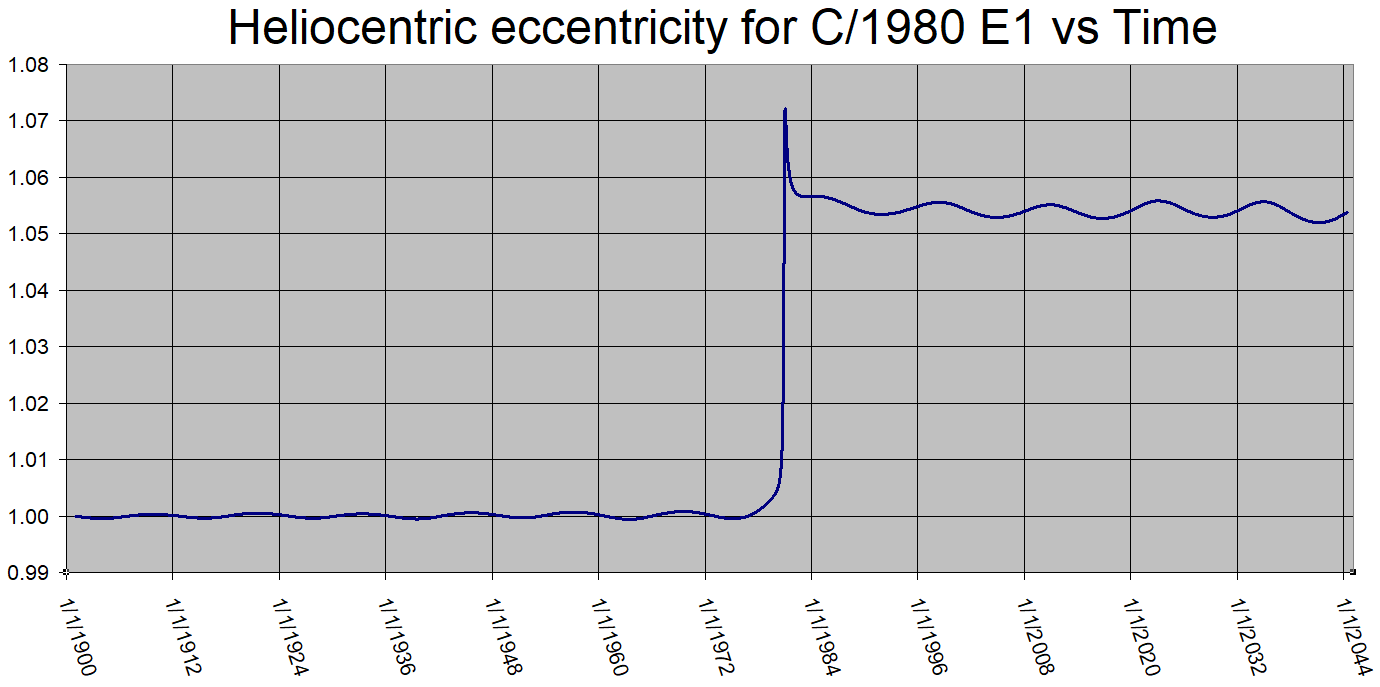
Ett diagram som visar utvecklingen för kometen C/1980 E1s excentricitet.

I maj 1995 var kometen 30 AU från solen och rörde sig bort från solsystemet med en hastighet av 8,6 km/s. I februari 2008 var kometen mer än 50 AU från solen.
Kometens kärna har uppskattats till en radie på ett flertal kilometer.